# District of Alaska

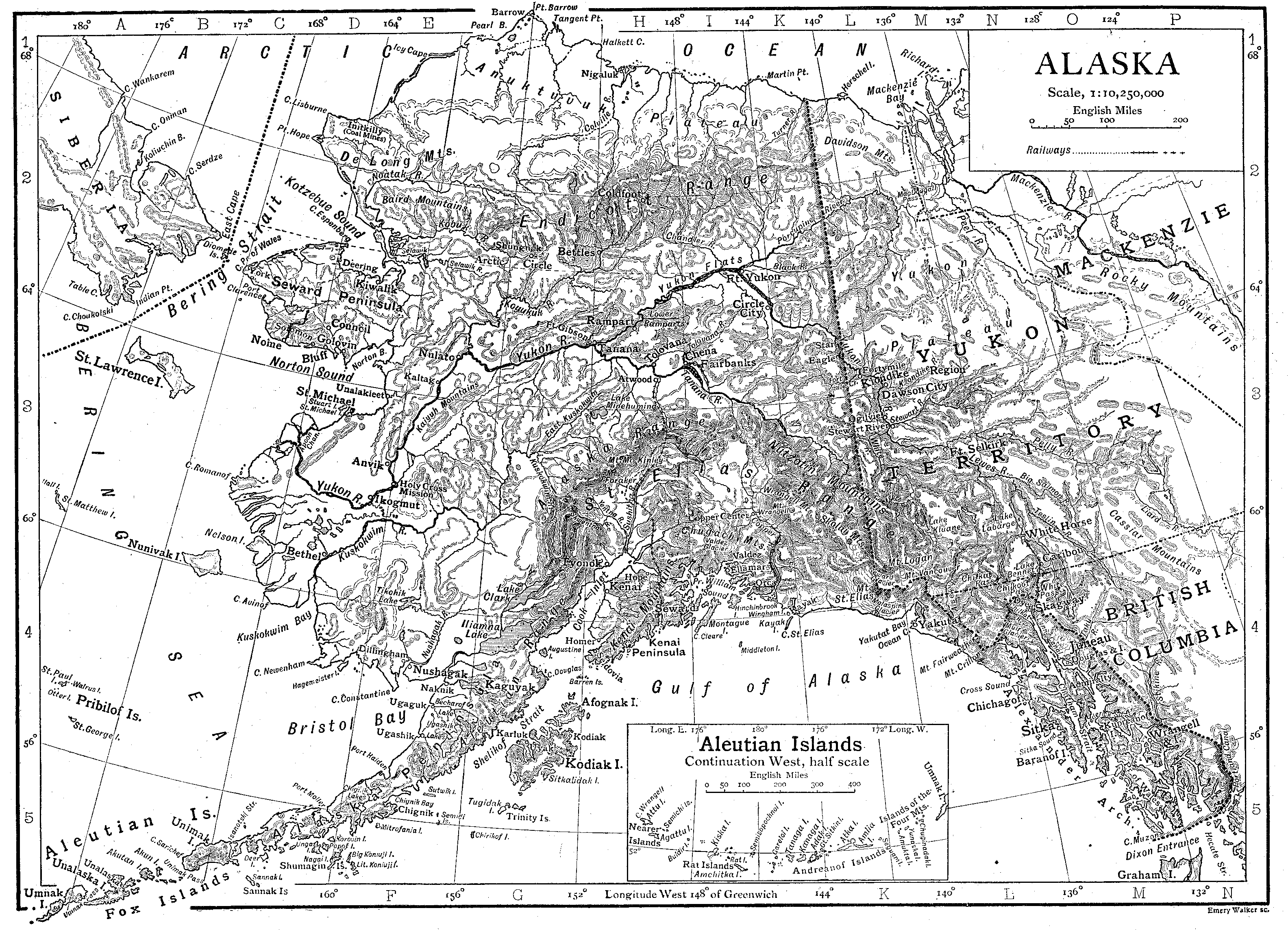
Der District of Alaska 1911, ein Jahr vor der Gründung des Alaska-Territoriums

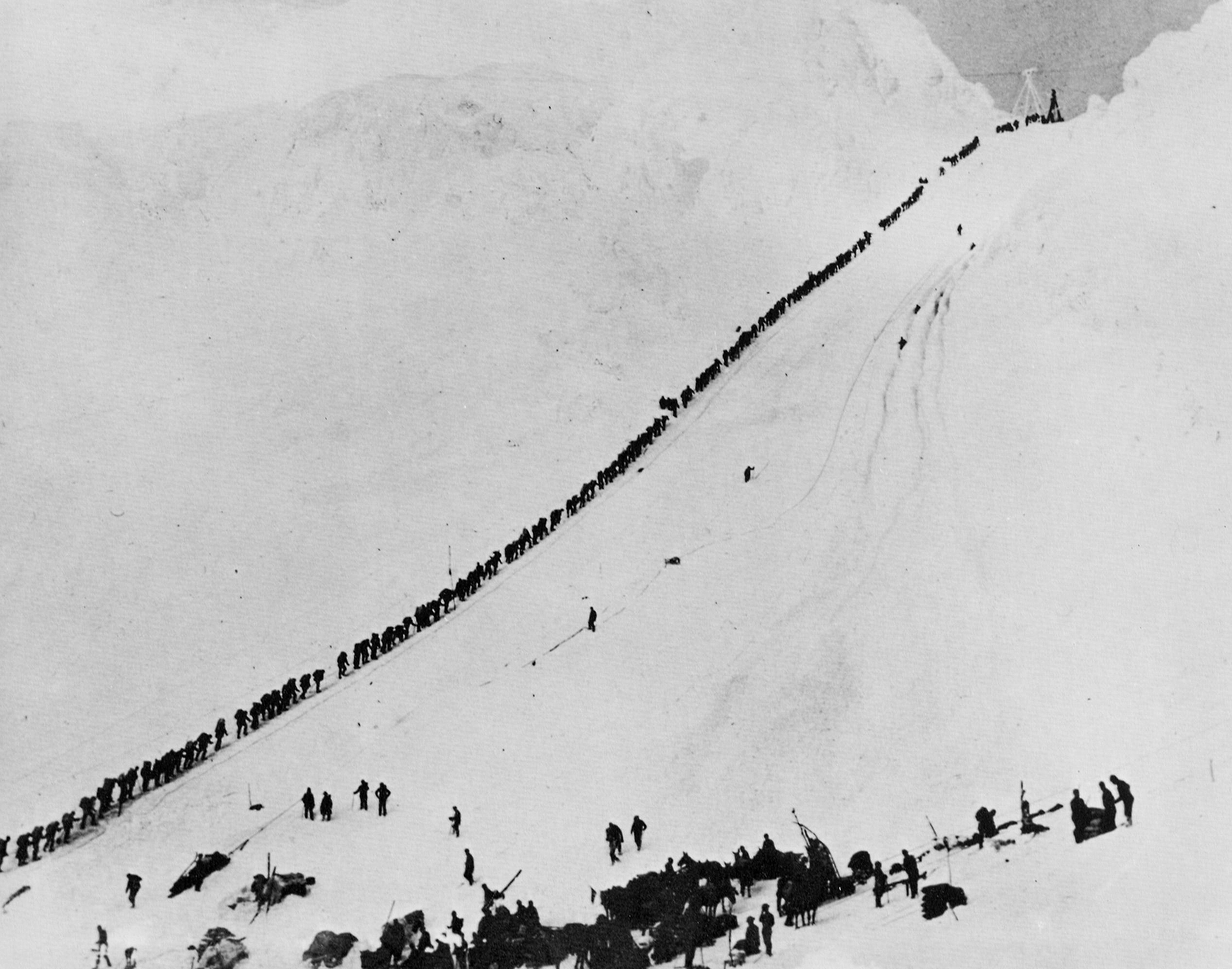
Goldsucher auf den Golden Stairs zum Chilkoot Pass

District of Alaska war vom 17. Mai 1884 bis zum 24. August 1912 die offizielle Bezeichnung Alaskas.

## Geschichte
Der District ging aus dem Department of Alaska hervor und wurde 1912 zum Alaska-Territorium, dem Vorläufer des 49. Bundesstaats der Vereinigten Staaten.
Erster Oberbefehlshaber des Districts war General Jefferson C. Davis von der United States Army. Die Zivilregierung wurde von US-Präsident Chester A. Arthur eingesetzt. Nachdem Alaska als Department von 1867 bis 1884 der Gerichtsbarkeit wechselnder US-Institutionen wie dem Finanzministerium unterstanden hatte, bekam es als District eine eigene Regierung.
In die Zeit des Districts fiel der 1896 beginnende Goldrausch am Klondike River, der tausende Goldsucher in das kanadische Yukon-Territorium lockte, von denen viele über Skagway oder Dyea und über den Chilkoot oder den White Pass in der Panhandle von Alaska zu den Goldfeldern am Yukon gelangten.
1902 wurde mit dem Bau der Alaska Railroad begonnen, die seit 1914 Seward mit Fairbanks verbindet.
Der Zensus 1910 ergab, dass die Bevölkerung mehrheitlich weiß war.
Nachdem der District mit einer eigenen Regierung ausgestattet worden war, wurde der Ruf nach einem Sitz Alaskas im Kongress der Vereinigten Staaten laut, dem 1912 mit der Gründung des Alaska-Territoriums stattgegeben wurde.

## Gouverneure des Districts of Alaska
| Name                | Amtszeit  |
| ------------------- | --------- |
| John Henry Kinkead  | 1884–1885 |
| Alfred P. Swineford | 1885–1889 |
| Lyman Enos Knapp    | 1889–1893 |
| James Sheakley      | 1893–1897 |

| Name                  | Amtszeit  |
| --------------------- | --------- |
| John Green Brady      | 1897–1906 |
| Wilford Bacon Hoggatt | 1906–1909 |
| Walter Eli Clark      | 1909–1912 |